# 401.
◄ | 4. stoljeće | 5. stoljeće | 6. stoljeće | ►
◄ | 370-ih | 380-ih | 390-ih | 400-ih | 410-ih | 420-ih | 430-ih | ►
◄◄ | ◄ | 398. | 399. | 400. | 401. | 402. | 403. | 404. | ► | ►►
Astronomija • Književnost • Kršćanstvo • Pravo • Promet

## Događaji
- Inocent I. postaje papom.
- Vizigoti pustoše po sjevernoj Italiji

## Rođenja
- Teodozije II., car Istočnog Rimskog Carstva

## Smrti
- 19. prosinca – papa Anastazije I.

## Vanjske poveznice
|  | Zajednički poslužitelj ima još gradiva o temi 401. |